# Канада на Светском првенству у атлетици у дворани 2012.
Канада је на Светском првенству у атлетици у дворани 2012. одржаном у Истанбулу од 9. до 11. марта учествовала четрнаести пут, односно учествовала је на свим првенствима до данас. Репрезентацију Канаде представљала су четири такмичара (3 мушкарца и 1 жена), који су се такмичили у три дисциплине.
На овом првенству Канада није освојила ниједну медаљу нити је остварен неки рекорд. У табели успешности према броју и пласману такмичара који су учествовали у финалним такмичењима (првих 8 такмичара) је са два учесника у финалу делила 33. место са 5 бодова.
| Плас. | Земља  | 1. место | 2. место | 3. место | 4. место | 5. место | 6. место | 7. место | 8. место | Бр. финал. | Бод. |
| ----- | ------ | -------- | -------- | -------- | -------- | -------- | -------- | -------- | -------- | ---------- | ---- |
| =33.  | Канада | 0        | 0        | 0        | 0        | 0        | 1        | 1        | 0        | 2          | 5    |

## Учесници
| Мушкарци: - Мишел Леблан — 60 м - Џастин Ворнер — 60 м - Дилан Армстронг — Бацање кугле | Жене: - Никита Холдер — 60 м препоне |  |

## Резултати

### Мушкарци
| Атлетичар       | Дисциплина   | Лични рекорд | Квалификација | Квалификација | Полуфинале | Полуфинале | Финале               | Финале       | Детаљи |
| Атлетичар       | Дисциплина   | Лични рекорд | Резултат      | Место         | Резултат   | Место      | Резултат             | Место        | Детаљи |
| --------------- | ------------ | ------------ | ------------- | ------------- | ---------- | ---------- | -------------------- | ------------ | ------ |
| Мишел Леблан    | 60 м         | 6,61         | 6,74 КВ       | 2. у гр. 8    | 6,71       | 4. у гр. 1 | Није се квалификовао | 10 / 57 (61) |        |
| Џастин Ворнер   | 60 м         | 6,59         | 6,75 КВ       | 2. у гр. 5    | 6,67 кв    | 3. у гр. 3 | 6,65                 | 7 / 57 (61)  |        |
| Дилан Армстронг | Бацање кугле | 21,39 НР     | 19,84         | 2. у гр. 8    |            |            | Није се квалификовао | 9 / 23       |        |

### Жене
| Атлетичарка   | Дисциплина   | Лични рекорд | Квалификација | Квалификација | Полуфинале | Полуфинале | Финале   | Финале      | Детаљи |
| Атлетичарка   | Дисциплина   | Лични рекорд | Резултат      | Место         | Резултат   | Место      | Резултат | Место       | Детаљи |
| ------------- | ------------ | ------------ | ------------- | ------------- | ---------- | ---------- | -------- | ----------- | ------ |
| Никита Холдер | 60 м препоне | 8,00         | 8,15 КВ       | 3. у гр. 1    | 8,07 КВ    | 3. у гр. 1 | 8,09     | 6 / 28 (32) |        |